# Franz Flintrop
Franz Flintrop (* 31. März 1920; † 26. Dezember 2012) war ein deutscher Philosophieprofessor, Hochschulrektor und engagierter Katholik. Sein Denken und seine Veröffentlichungen galten vor allem der Frage der Werte.

## Leben
Flintrops akademische Laufbahn begann an der 1946 gegründeten Pädagogischen Hochschule in Alfeld (Leine), deren Direktor er 1959 bis 1964 war, bis sie 1970 nach Hildesheim verlegt und der Pädagogischen Hochschule Niedersachsen eingegliedert wurde. An dieser und der 1978 aus ihr herausgegründeten Universität Hildesheim wirkte er neben seiner Professur für Philosophie auch maßgeblich in der Leitung mit. 1985 wurde er emeritiert.
Sein kirchliches Engagement galt vor allem dem Aufbau der Katholischen Akademie St. Jakobushaus des Bistums Hildesheim in Goslar, deren wissenschaftlich-pädagogischem Beirat er von 1966 bis 1985 angehörte und an der er bis in die 1990er Jahre Tagungen durchführte. Flintrop nahm als Synodaler und Berater an den Hildesheimer Diözesansynoden 1968/69 und 1989/90 sowie an der Gemeinsamen Synode der Bistümer in der Bundesrepublik Deutschland in Würzburg 1971–1975 teil. 1988 beteiligte er sich an der Gründung des Forschungsinstituts für Philosophie Hannover und war viele Jahre Vorsitzender des Beirats.